# Lista över olympiska herrmedaljörer i fäktning
Detta är en komplett lista över alla medaljörer i fäktning vid olympiska spelen på herrsidan från 1896 till 2021. Se även Lista över olympiska dammedaljörer i fäktning

## Nuvarande program

### Individuell florett
| Spel                            | Guld                                   | Silver                                 | Brons                                  |
| Aten 1896 Detaljer...           | Eugène-Henri Gravelotte (FRA)          | Henri Callot (FRA)                     | Periklis Pierrakos-Mavromichalis (GRE) |
| Paris 1900 Detaljer...          | Émile Coste (FRA)                      | Henri Masson (FRA)                     | Marcel Boulenger (FRA)                 |
| St. Louis 1904 Detaljer...      | Ramón Fonst (CUB)                      | Albertson Van Zo Post (CUB)            | Charles Tatham (CUB)                   |
| London 1908                     | Ingick inte i det olympiska programmet | Ingick inte i det olympiska programmet | Ingick inte i det olympiska programmet |
| Stockholm 1912 Detaljer...      | Nedo Nadi (ITA)                        | Pietro Speciale (ITA)                  | Richard Verderber (AUT)                |
| Antwerpen 1920 Detaljer...      | Nedo Nadi (ITA)                        | Philippe Cattiau (FRA)                 | Roger Ducret (FRA)                     |
| Paris 1924 Detaljer...          | Roger Ducret (FRA)                     | Philippe Cattiau (FRA)                 | Maurice Van Damme (BEL)                |
| Amsterdam 1928 Detaljer...      | Lucien Gaudin (FRA)                    | Erwin Casmir (GER)                     | Giulio Gaudini (ITA)                   |
| Los Angeles 1932 Detaljer...    | Gustavo Marzi (ITA)                    | Joseph Levis (USA)                     | Giulio Gaudini (ITA)                   |
| Berlin 1936 Detaljer...         | Giulio Gaudini (ITA)                   | Edward Gardère (FRA)                   | Giorgio Bocchino (ITA)                 |
| London 1948 Detaljer...         | Jehan Buhan (FRA)                      | Christian d'Oriola (FRA)               | Lajos Maszlay (HUN)                    |
| Helsingfors 1952 Detaljer...    | Christian d'Oriola (FRA)               | Edoardo Mangiarotti (ITA)              | Manlio Di Rosa (ITA)                   |
| Melbourne 1956 Detaljer...      | Christian d'Oriola (FRA)               | Giancarlo Bergamini (ITA)              | Antonio Spallino (ITA)                 |
| Rom 1960 Detaljer...            | Viktor Zjdanovitj (URS)                | Jurij Sisikin (URS)                    | Albert Axelrod (USA)                   |
| Tokyo 1964 Detaljer...          | Egon Franke (POL)                      | Jean-Claude Magnan (FRA)               | Daniel Revenu (FRA)                    |
| Mexico City 1968 Detaljer...    | Ion Drîmbă (ROU)                       | Jenő Kamuti (HUN)                      | Daniel Revenu (FRA)                    |
| München 1972 Detaljer...        | Witold Woyda (POL)                     | Jenő Kamuti (HUN)                      | Christian Noël (FRA)                   |
| Montréal 1976 Detaljer...       | Fabio Dal Zotto (ITA)                  | Aleksandr Romankov (URS)               | Bernard Talvard (FRA)                  |
| Moskva 1980 Detaljer...         | Vladimir Smirnov (URS)                 | Pascal Jolyot (FRA)                    | Aleksandr Romankov (URS)               |
| Los Angeles 1984 Detaljer...    | Mauro Numa (ITA)                       | Matthias Behr (FRG)                    | Stefano Cerioni (ITA)                  |
| Seoul 1988 Detaljer...          | Stefano Cerioni (ITA)                  | Udo Wagner (GDR)                       | Aleksandr Romankov (URS)               |
| Barcelona 1992 Detaljer...      | Philippe Omnès (FRA)                   | Sergei Golubitskj (EUN)                | Elvis Gregory (CUB)                    |
| Atlanta 1996 Detaljer...        | Alessandro Puccini (ITA)               | Lionel Plumenail (FRA)                 | Franck Boidin (FRA)                    |
| Sydney 2000 Detaljer...         | Kim Young-Ho (KOR)                     | Ralf Bissdorf (GER)                    | Dmitrij Sjevtjenko (RUS)               |
| Aten 2004 Detaljer...           | Brice Guyart (FRA)                     | Salvatore Sanzo (ITA)                  | Andrea Cassarà (ITA)                   |
| Peking 2008 Detaljer...         | Benjamin Kleibrink (GER)               | Yūki Ōta (JPN)                         | Salvatore Sanzo (ITA)                  |
| London 2012 Detaljer...         | Lei Sheng (CHN)                        | Alaaeldin Abouelkassem (EGY)           | Choi Byung-chul (KOR)                  |
| Rio de Janeiro 2016 Detaljer... | Daniele Garozzo (ITA)                  | Alexander Massialas (USA)              | Timur Safin (RUS)                      |
| Tokyo 2020 Detaljer...          | Cheung Ka Long (HKG)                   | Daniele Garozzo (ITA)                  | Alexander Choupenitch (CZE)            |

### Lagtävling i florett

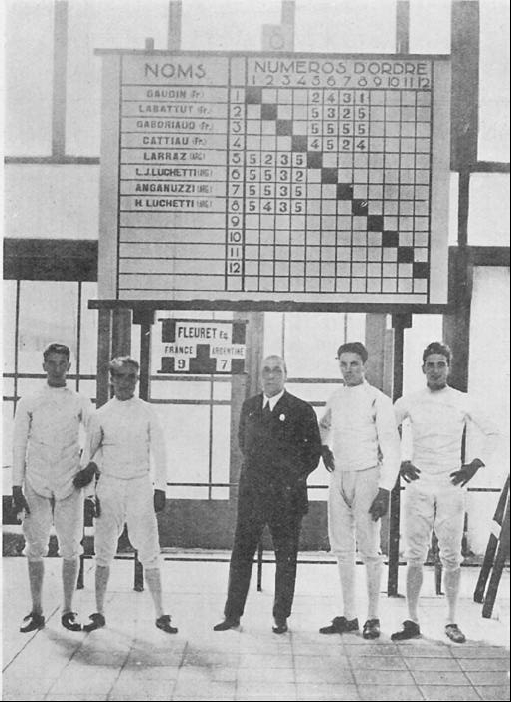
Det argentinska laget som tog brons i florett 1928.

| Spel                            | Guld | Silver | Brons |
| St. Louis 1904 Detaljer...      | Kuba Ramón Fonst Albertson Van Zo Post Manuel Díaz                                                                            | USA Charles Tatham Charles Townsend Arthur Fox                                                                                            | Ingen utsedd |
| 1908–1912                       | Ingick inte i det olympiska programmet                                                                                        | Ingick inte i det olympiska programmet | Ingick inte i det olympiska programmet                                                                                            |
| Antwerpen 1920 Detaljer...      | Italien Aldo Nadi Nedo Nadi Olivier Abelardo Pietro Speciale Rodolfo Terlizzi Oreste Puliti Tommaso Constantino Baldo Baldi   | Frankrike André Labatut Georges Trombert Marcel Perrot Lucien Gaudin Philippe Cattiau Roger Ducret Gaston Amson Lionel Bony De Castellane | USA Francis Honeycutt Arthur Lyon Robert Sears Henry Breckinridge Harold Rayner                                                   |
| Paris 1924 Detaljer...          | Frankrike Lucien Gaudin Philippe Cattiau Jacques Coutrot Roger Ducret Henri Jobier André Labatut Guy de Luget Josef Peroteaux | Belgien Désiré Beaurain Charles Crahay Orphile Ferdnand De Montigny Maurice Van Damme Marcel Berré Albert de Roocker                      | Ungern László Berti Sándor Pósta Zoltán Schenker Ödön Tersztyánszky István Lichteneckert                                          |
| Amsterdam 1928 Detaljer...      | Italien Ugo Pignotti Giulio Gaudini Giorgio Pessina Gioachino Guaragna Oreste Puliti Giorgio Chiavacci                        | Frankrike Philippe Cattiau Roger Ducret André Labatut Lucien Gaudin Raymond Flacher André Gaboriaud                                       | Argentina Roberto Larraz Raul Anganuzzi Luis Lucchetti Hector Lucchetti Carmelo Camet                                             |
| Los Angeles 1932 Detaljer...    | Frankrike Edward Gardère René Bondoux René Bougnol René Lemoine Philippe Cattiau Jean Piot                                    | Italien Giulio Gaudini Gustavo Marzi Ugo Pignotti Gioachino Guaragna Rodolfo Terlizzi Giorgio Pessina                                     | USA George Calnan Richard Clarke Steere Joseph Levis Dernell Every Hugh Vincent Alessandroni Frank Righeimer                      |
| Berlin 1936 Detaljer...         | Italien Giorgio Bocchino Manlio Di Rosa Gioachino Guaragna Ciro Verratti Giulio Gaudini Gustavo Marzi                         | Frankrike Edward Gardère André Gardere Jacques Coutrot René Bougnol René Bondoux René Lemoine                                             | Tyskland Siegfried Lerdon August Heim Erwin Casmir Julius Eisenecker Stefan Rosenbauer Otto Adam                                  |
| London 1948 Detaljer...         | Frankrike Adrien Rommel Christian d'Oriola Andre Bonin Jacques Lataste Jehan Buhan René Bougnol                               | Italien Saverio Ragno Renzo Nostini Manlio Di Rosa Giorgio Pellini Edoardo Mangiarotti Giuliano Nostini                                   | Belgien André Van De Werve De Vorsselaer Paul Louis Jean Valcke Raymond Bru Georges de Bourguignon Henri Paternóster Edouard Yves |
| Helsingfors 1952 Detaljer...    | Frankrike Christian d'Oriola Jacques Lataste Jehan Buhan Claude Netter Jacques Noël Adrien Rommel                             | Italien Giancarlo Bergamini Antonio Spallino Manlio Di Rosa Giorgio Pellini Edoardo Mangiarotti Renzo Nostini                             | Ungern Endre Palócz Tibor Berczelly Endre Tilli Aladár Gerevich József Sákovics Lajos Maszlay                                     |
| Melbourne 1956 Detaljer...      | Italien Vittorio Lucarelli Luigi Carpaneda Manlio Di Rosa Giancarlo Bergamini Antonio Spallino Edoardo Mangiarotti            | Frankrike Bernard Baudoux Rene Coicaud Claude Netter Roger Closset Christian d'Oriola Jacques Lataste                                     | Ungern Lajos Somodi József Gyuricza Endre Tilli József Marosi Mihály Fülöp József Sákovics                                        |
| Rom 1960 Detaljer...            | Sovjetunionen Viktor Zjdanovitj Mark Midler Jurij Rudov Jurij Sisikin German Svesjnikov                                       | Italien Alberto Pellegrino Luigi Carpaneda Mario Curletto Aldo Aureggi Edoardo Mangiarotti                                                | Tysklands förenade lag Jürgen Theuerkauff Tim Gerresheim Eberhard Mehl Jürgen Brecht                                              |
| Tokyo 1964 Detaljer...          | Sovjetunionen Viktor Zjdanovitj Jurij Sjarov Jurij Sisikin German Svesjnikov Mark Midler                                      | Polen Witold Woyda Zbigniew Skrudlik Ryszard Parulski Egon Franke Janusz Rozycki                                                          | Frankrike Jacky Courtillat Jean-Claude Magnan Christian Noël Daniel Revenu Pierre Rodocanachi                                     |
| Mexico City 1968 Detaljer...    | Frankrike Daniel Revenu Gilles Berolatti Christian Noël Jean-Claude Magnan Jacques Dimont                                     | Sovjetunionen German Svesjnikov Jurij Sjarov Vasilij Stankovitj Viktor Putjatin Jurij Sisikin                                             | Polen Witold Woyda Zbigniew Skrudlik Ryszard Parulski Egon Franke Adam Lisewski                                                   |
| München 1972 Detaljer...        | Polen Marek Dąbrowski Jerzy Kaczmarek Lech Koziejowski Witold Woyda Arkadiusz Godel                                           | Sovjetunionen Vladimir Denisov Anatolij Kotetsev Leonid Romanov Vasilij Stankovitj Viktor Putjatin                                        | Frankrike Jean-Claude Magnan Christian Noël Daniel Revenu Bernard Talvard Gilles Berolatti                                        |
| Montréal 1976 Detaljer...       | Västtyskland Matthias Behr Thomas Bach Harald Hein Klaus Reichert Erk Sens-Gorius                                             | Italien Fabio Dal Zotto Carlo Montano Stefano Simoncelli Giovanni Battista Coletti Attilio Calatroni                                      | Frankrike Christian Noël Bernard Talvard Didier Flament Frédéric Pietruszka Daniel Revenu                                         |
| Moskva 1980 Detaljer...         | Frankrike Didier Flament Pascal Jolyot Bruno Boscherie Philippe Bonin Frédéric Pietruszka                                     | Sovjetunionen Aleksandr Romankov Vladimir Smirnov Sarbizjan Ruziev Asjot Karagian Vladimir Lapitskij                                      | Polen Adam Robak Bogusław Zych Lech Koziejowski Marian Sypniewski                                                                 |
| Los Angeles 1984 Detaljer...    | Italien Mauro Numa Andrea Borella Stefano Cerioni Angelo Scuri Andrea Cipressa                                                | Västtyskland Matthias Behr Matthias Gey Harald Hein Frank Beck Klaus Reichert                                                             | Frankrike Philippe Omnès Patrick Groc Frédéric Pietruszka Pascal Jolyot Marc Cerboni                                              |
| Seoul 1988 Detaljer...          | Sovjetunionen Vladimer Aptsiauri Anvar Ibragimov Boris Koretskij Ilgar Mamedov Aleksandr Romankov                             | Västtyskland Matthias Behr Thomas Endres Matthias Gey Ulrich Schreck Thorsten Weidner                                                     | Ungern István Busa Zsolt Érsek Róbert Gátai Pál Szekeres István Szelei                                                            |
| Barcelona 1992 Detaljer...      | Tyskland Udo Wagner Ulrich Schreck Thorsten Weidner Alexander Koch Ingo Weissenborn                                           | Kuba Elvis Gregory Guillermo Betancourt Oscar García Perez Tulio Díaz Hermenegildo García                                                 | Polen Marian Sypniewski Piotr Kiełpikowski Adam Krzesiński Cezary Siess Ryszard Sobczak                                           |
| Atlanta 1996 Detaljer...        | Ryssland Dmitrij Sjevtjenko Ilgar Mamedov Vladislav Pavlovitj                                                                 | Polen Piotr Kiełpikowski Adam Krzesiński Ryszard Sobczak Jarosław Rodzewicz                                                               | Kuba Elvis Gregory Rolando Tucker Oscar García Perez                                                                              |
| Sydney 2000 Detaljer...         | Frankrike Jean-Noël Ferrari Brice Guyart Patrice Lhotellier Lionel Plumenail                                                  | Kina Dong Zhaozhi Wang Haibin Ye Chong | Italien Daniele Crosta Gabriele Magni Salvatore Sanzo Matteo Zennaro                                                              |
| Aten 2004 Detaljer...           | Italien Andrea Cassarà Salvatore Sanzo Simone Vanni                                                                           | Kina Dong Zhaozhi Wang Haibin Wu Hanxiong Ye Chong                                                                                        | Ryssland Renal Ganejev Jurij Moltjan Ruslan Nasibulin Vjatjeslav Pozdnjakov                                                       |
| Peking 2008                     | Ingick inte i det olympiska programmet                                                                                        | Ingick inte i det olympiska programmet | Ingick inte i det olympiska programmet                                                                                            |
| London 2012 Detaljer...         | Italien Andrea Baldini Giorgio Avola Andrea Cassarà Valerio Aspromonte                                                        | Japan Ryō Miyake Yūki Ōta Kenta Chida Suguru Awaji                                                                                        | Tyskland Peter Joppich Sebastian Bachmann Benjamin Kleibrink André Wessels                                                        |
| Rio de Janeiro 2016 Detaljer... | Ryssland Timur Safin Artur Achmatchuzin Aleksei Tjeremisinov                                                                  | Frankrike Jérémy Cadot Enzo Lefort Erwann Le Péchoux Jean-Paul Tony Helissey                                                              | USA Miles Chamley-Watson Race Imboden Alexander Massialas Gerek Meinhardt                                                         |
| Tokyo 2020 Detaljer...          | Frankrike Erwann Le Péchoux Enzo Lefort Julien Mertine Maxime Pauty                                                           | ROC Timur Safin Kirill Borodatjev Anton Borodatjev Vladislav Mylnikov                                                                     | USA Race Imboden Nick Itkin Alexander Massialas Gerek Meinhardt                                                                   |

### Individuell värja

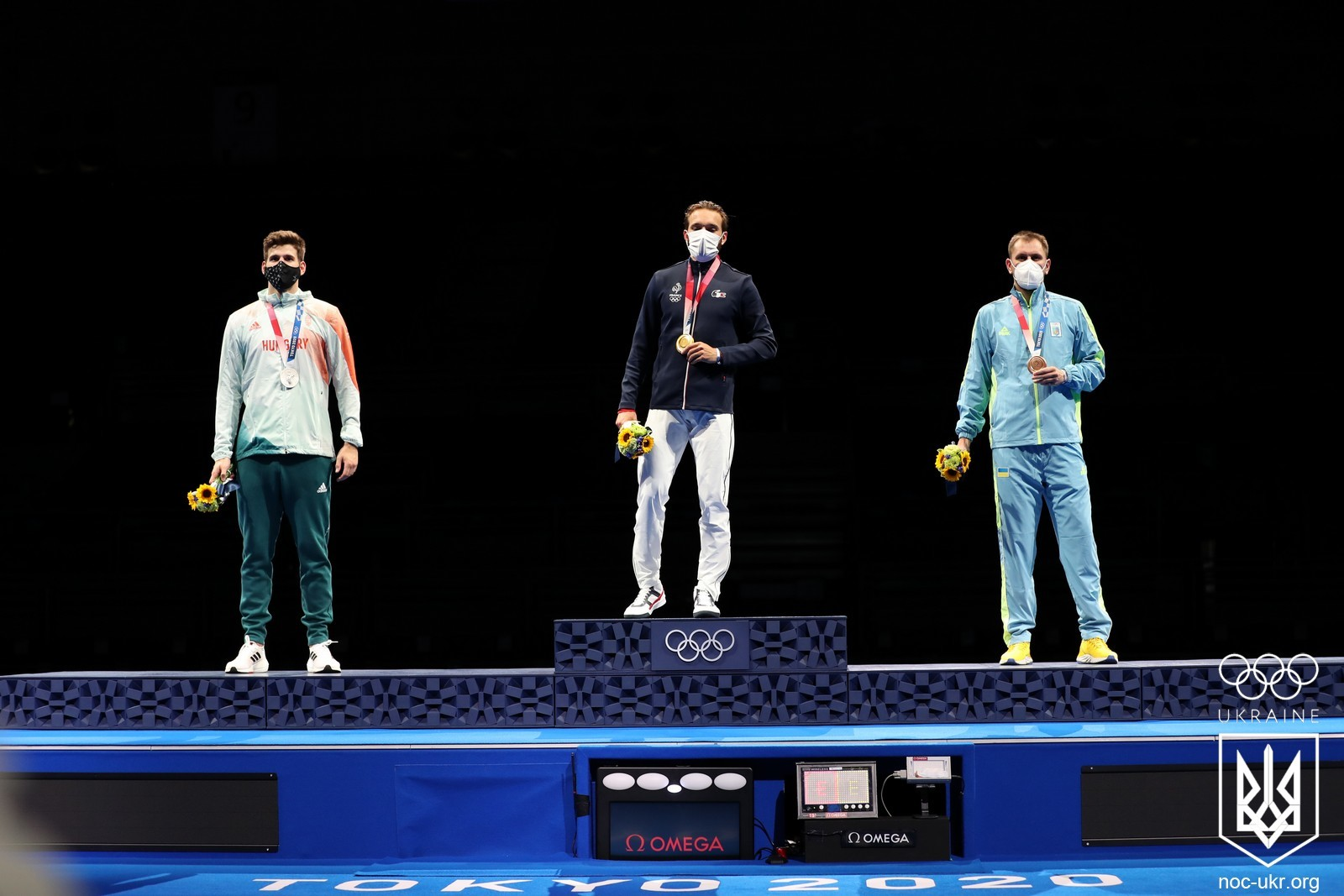
Medaljörerna i värja vid sommarspelen i Tokyo 2020.

| Spel                            | Guld                             | Silver                          | Brons                            |
| Paris 1900 Detaljer...          | Ramón Fonst (CUB)                | Louis Perrée (FRA)              | Léon Sée (FRA)                   |
| St. Louis 1904 Detaljer...      | Ramón Fonst (CUB)                | Charles Tatham (CUB)            | Albertson Van Zo Post (CUB)      |
| 1908 London Detaljer...         | Gaston Alibert (FRA)             | Alexandre Lippmann (FRA)        | Eugene Olivier (FRA)             |
| Stockholm 1912 Detaljer...      | Paul Anspach (BEL)               | Ivan Joseph Martin Osiier (DEN) | Philippe le Hardy (BEL)          |
| Antwerpen 1920 Detaljer...      | Armand Massard (FRA)             | Alexandre Lippmann (FRA)        | Gustave Buchard (FRA)            |
| Paris 1924 Detaljer...          | Charles Delporte (BEL)           | Roger Ducret (FRA)              | Nils Hellsten (SWE)              |
| Amsterdam 1928 Detaljer...      | Lucien Gaudin (FRA)              | Georges Buchard (FRA)           | George Calnan (USA)              |
| Los Angeles 1932 Detaljer...    | Giancarlo Cornaggia-Medici (ITA) | Georges Buchard (FRA)           | Carlo Agostoni (ITA)             |
| Berlin 1936 Detaljer...         | Franco Riccardi (ITA)            | Saverio Ragno (ITA)             | Giancarlo Cornaggia-Medici (ITA) |
| London 1948 Detaljer...         | Luigi Cantone (ITA)              | Oswald Zappelli (SUI)           | Edoardo Mangiarotti (ITA)        |
| Helsingfors 1952 Detaljer...    | Edoardo Mangiarotti (ITA)        | Dario Mangiarotti (ITA)         | Oswald Zappelli (SUI)            |
| Melbourne 1956 Detaljer...      | Carlo Pavesi (ITA)               | Giuseppe Delfino (ITA)          | Edoardo Mangiarotti (ITA)        |
| Rom 1960 Detaljer...            | Giuseppe Delfino (ITA)           | Allan Jay (GBR)                 | Bruno Chabarov (URS)             |
| Tokyo 1964 Detaljer...          | Hryhorij Kriss (URS)             | Henry Hoskyns (GBR)             | Guram Kostava (URS)              |
| Mexico City 1968 Detaljer...    | Győző Kulcsár (HUN)              | Hryhorij Kriss (URS)            | Gianluigi Saccaro (ITA)          |
| München 1972 Detaljer...        | Csaba Fenyvesi (HUN)             | Jacques Ladègaillerie (FRA)     | Győző Kulcsár (HUN)              |
| Montréal 1976 Detaljer...       | Alexander Pusch (FRG)            | Hans-Jürgen Hehn (FRG)          | Győző Kulcsár (HUN)              |
| Moskva 1980 Detaljer...         | Johan Harmenberg (SWE)           | Ernő Kolczonay (HUN)            | Philippe Riboud (FRA)            |
| Los Angeles 1984 Detaljer...    | Philippe Boisse (FRA)            | Björne Väggö (SWE)              | Philippe Riboud (FRA)            |
| Seoul 1988 Detaljer...          | Arnd Schmitt (FRG)               | Philippe Riboud (FRA)           | Andrej Sjuvalov (URS)            |
| Barcelona 1992 Detaljer...      | Éric Srecki (FRA)                | Pavel Kolobkov (EUN)            | Jean-Michel Henry (FRA)          |
| Atlanta 1996 Detaljer...        | Aleksandr Beketov (RUS)          | Ivan Trevejo (CUB)              | Géza Imre (HUN)                  |
| Sydney 2000 Detaljer...         | Pavel Kolobkov (RUS)             | Hugues Obry (FRA)               | Lee Sang-Ki (KOR)                |
| Aten 2004 Detaljer...           | Marcel Fischer (SUI)             | Wang Lei (CHN)                  | Pavel Kolobkov (RUS)             |
| Peking 2008 Detaljer...         | Matteo Tagliariol (ITA)          | Fabrice Jeannet (FRA)           | José Luis Abajo (ESP)            |
| London 2012 Detaljer...         | Rubén Limardo (VEN)              | Bartosz Piasecki (NOR)          | Jung Jin-sun (KOR)               |
| Rio de Janeiro 2016 Detaljer... | Park Sang-young (KOR)            | Géza Imre (HUN)                 | Gauthier Grumier (FRA)           |
| Tokyo 2020 Detaljer...          | Romain Cannone (FRA)             | Gergely Siklósi (HUN)           | Ihor Rejzlin (UKR)               |

### Lagtävling i värja

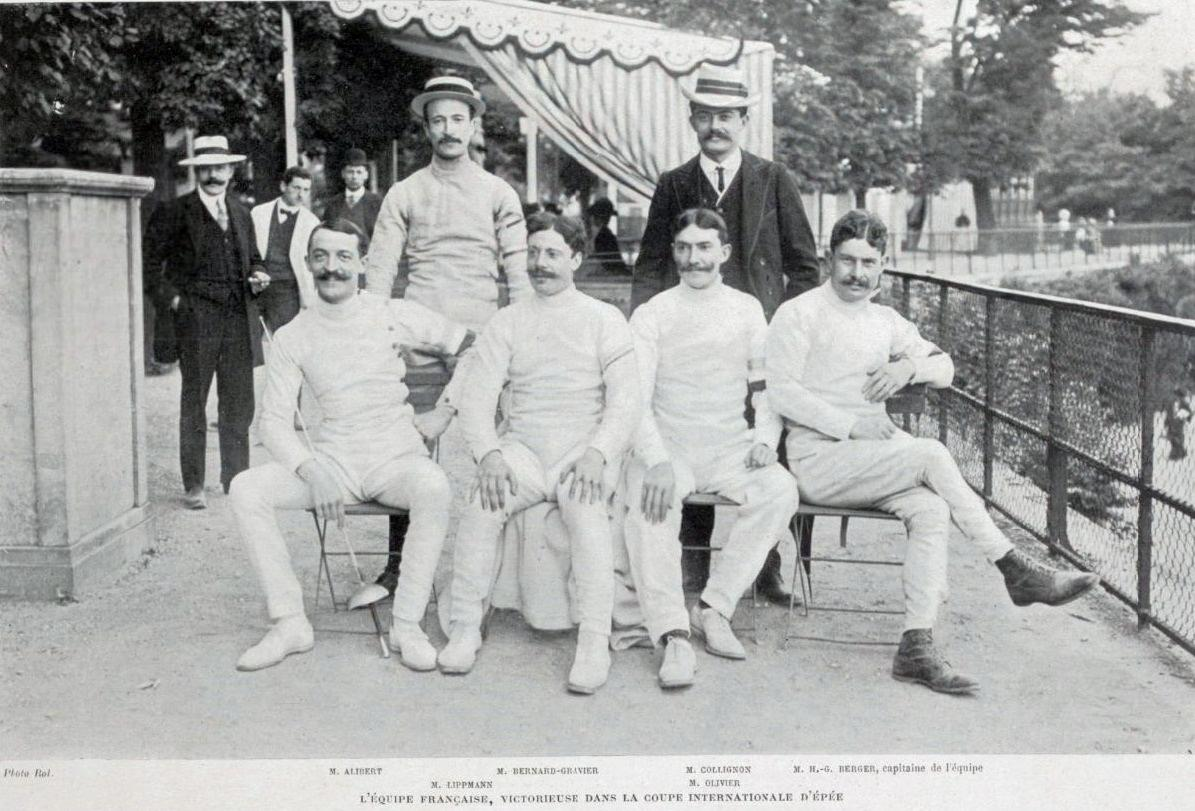
Det franska laget som vann lagtävlingen i värja 1908.

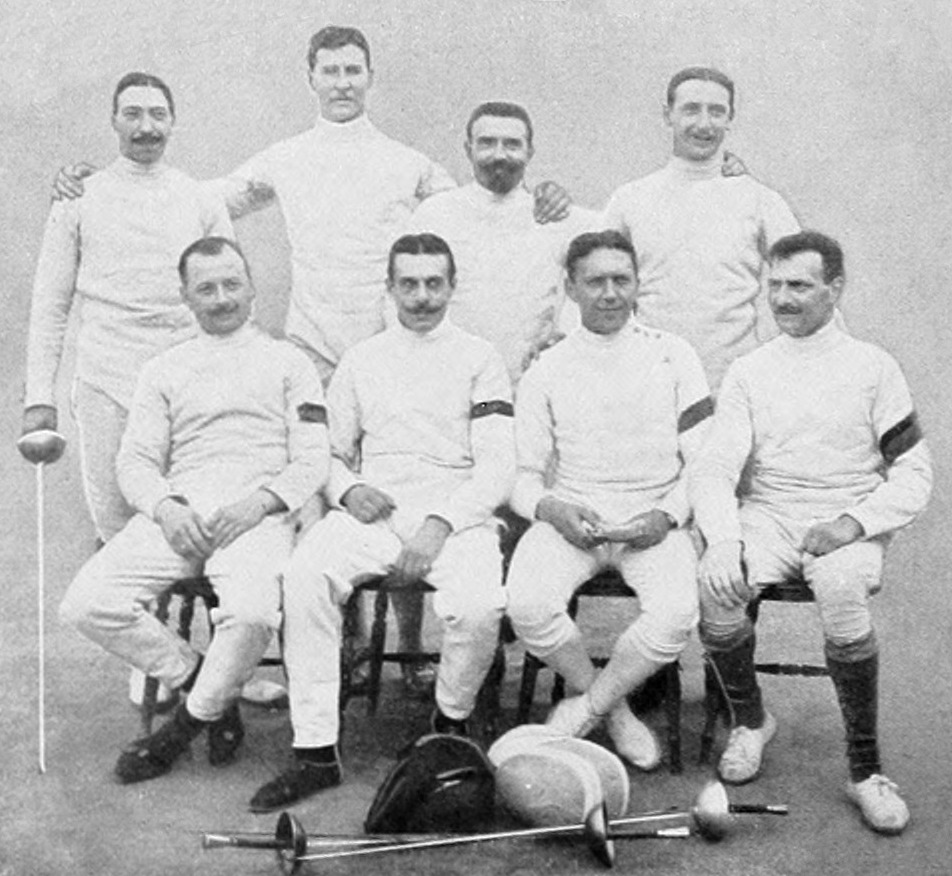
Det belgiska laget som tog guldmedaljerna i värja 1912.

| Spel                            | Guld | Silver | Brons |
| 1908 London Detaljer...         | Frankrike Gaston Alibert Herman Georges Berger Charles Collignon Eugène Olivier Bernard Gravier Alexandre Lippmann Jean Stern                                   | Storbritannien Charles Leaf Daniell Cecil Haig Martin Holt Robert Montgomerie Martin Holt Edgar Seligman Edgar Amphlett                              | Belgien Paul Anspach Desire Beaurain Ferdinand Feyerick François Rom Fernand de Montigny Victor Willems Fernand Bosmans |
| Stockholm 1912 Detaljer...      | Belgien Paul Anspach Henri Anspach Robert Hennet Fernand de Montigny Jacques Ochs François Rom Gaston Salmon Victor Willems                                     | Storbritannien Edgar Seligman Edgar Amphlett Robert Montgomerie Percival Dawson Arthur Everitt Sydney Mertineau Martin Holt                          | Nederländerna Adrianus de Jong Willem van Blijenburgh Jetze Doorman Leonardus Salomonson George van Rossem              |
| Antwerpen 1920 Detaljer...      | Italien Aldo Nadi Nedo Nadi Abelardo Olivier Giovanni Canova Dino Urbani Tullio Bozza Andrea Marrazzi Antonio Allochio Tommaso Constantino Paolo Thaon di Revel | Belgien Paul Anspach Léon Tom Ernest Gevers Félix Goblet d'Alviella Victor Boin Joseph De Craecker Philippe Le Hardy de Beaulieu Fernand de Montigny | Frankrike Armand Massard Alexandre Lippmann Gustave Buchard Georges Casanova Georges Trombert Gaston Amson Émile Moreau |
| Paris 1924 Detaljer...          | Frankrike Lucien Gaudin Georges Buchard Roger Ducret André Labatut Lionel Liottel Alexandre Lippmann Georges Tainturier                                         | Belgien Paul Anspach Joseph De Craecker Charles Delporte Fernand De Montigny Ernest Gevers Léon Tom                                                  | Italien Giulio Basletta Marcello Bertinetti Giovanni Canova Vincenzo Cuccia Virgilio Mantegazza Oreste Moricca          |
| Amsterdam 1928 Detaljer...      | Italien Giulio Basletta Marcello Bertinetti Giancarlo Cornaggia-Medici Carlo Agostoni Renzo Minoli Franco Riccardi                                              | Frankrike Georges Buchard Gaston Amson Émile Cornic Bernard Schmetz René Barbier                                                                     | Portugal Paulo Leal Mário de Noronha Jorge de Paiva Frederico Paredes João Sassetti Henrique da Silveira                |
| Los Angeles 1932 Detaljer...    | Frankrike Fernand Jourdant Bernard Schmetz Georges Tainturier Georges Buchard Jean Piot Philippe Cattiau                                                        | Italien Saverio Ragno Giancarlo Cornaggia-Medici Franco Riccardi Carlo Agostoni Renzo Minoli                                                         | USA George Calnan Gustave Marinius Heiss Frank Righeimer Tracy Jaeckel Curtis Shears Miguel de Capriles                 |
| Berlin 1936 Detaljer...         | Italien Alfredo Pezzana Edoardo Mangiarotti Saverio Ragno Giancarlo Cornaggia-Medici Giancarlo Brusati Franco Riccardi                                          | Sverige Hans Drakenberg Hans Granfelt Gustaf Dyrssen Gustav Almgren Birger Cederin Sven Thofelt                                                      | Frankrike Henri Dulieux Philippe Cattiau Georges Buchard Paul Wormser Michel Pécheux Bernard Schmetz                    |
| London 1948 Detaljer...         | Frankrike Maurice Huet Michel Pécheux Marcel Desprets Edouard Artigas Henri Guerin Henri Lepage                                                                 | Italien Luigi Cantone Marco Antonio Mandruzzato Carlo Agostoni Edoardo Mangiarotti Fiorenzo Marini Dario Mangiarotti                                 | Sverige Frank Cervell Carl Forssell Bengt Ljungquist Sven Thofelt Per Hjalmar Carleson Arne Tollbom                     |
| Helsingfors 1952 Detaljer...    | Italien Roberto Battaglia Carlo Pavesi Franco Bertinetti Giuseppe Delfino Dario Mangiarotti Edoardo Mangiarotti                                                 | Sverige Berndt-Otto Rehbinder Bengt Ljungquist Per Hjalmar Carleson Carl Forssell Sven Fahlman Lennart Magnusson                                     | Schweiz Otto Rüfenacht Paul Meister Oswald Zappelli Willy Fitting Mario Valota Paul Barth                               |
| Melbourne 1956 Detaljer...      | Italien Giuseppe Delfino Franco Bertinetti Alberto Pellegrino Giorgio Anglesio Carlo Pavesi Edoardo Mangiarotti                                                 | Ungern Béla Rerrich Ambrus Nagy Barnabas Berzsenyi Jozsef Marosi József Sákovics Lajos Balthazár                                                     | Frankrike Yves Dreyfus Rene Queyroux Daniel Dagallier Claude Nigon Armand Mouyal                                        |
| Rom 1960 Detaljer...            | Italien Giuseppe Delfino Alberto Pellegrino Carlo Pavesi Edoardo Mangiarotti Fiorenzo Marini Gianluigi Saccaro                                                  | Storbritannien Allan Jay Michael Howard John Pelling Henry Hoskyns Raymond Harrison Michael Alexander                                                | Sovjetunionen Valentin Tjernikov Guram Kostava Arnold Tjernusjevitj Bruno Chabarov Aleksandr Pavlovskij                 |
| Tokyo 1964 Detaljer...          | Ungern Árpád Bárány Tamás Gábor István Kausz Győző Kulcsár Zoltán Nemere                                                                                        | Italien Giovan Battista Breda Giuseppe Delfino Gianfranco Paolucci Alberto Pellegrino Gianluigi Saccaro                                              | Frankrike Claude Bourquard Claude Brodin Jacques Brodin Yves Dreyfus Jack Guittet                                       |
| Mexico City 1968 Detaljer...    | Ungern Csaba Fenyvesi Zoltán Nemere Pál Schmitt Győző Kulcsár Pal Nagy                                                                                          | Sovjetunionen Hryhorij Kriss Josif Vitebskij Aleksej Nikantjikov Jurij Smoljakov Viktor Modzalevskij                                                 | Polen Bogdan Andrzejewski Michał Butkiewicz Bogdan Gonsior Henryk Nielaba Kazimierz Barburski                           |
| München 1972 Detaljer...        | Ungern Sándor Erdős Csaba Fenyvesi Győző Kulcsár Pál Schmitt István Osztrics                                                                                    | Schweiz Guy Evéquoz Daniel Giger Christian Kauter Peter Lötscher François Suchanecki                                                                 | Sovjetunionen Viktor Modzalevskij Sergej Paramonov Igor Valetov Georgij Zazjitskij Hryhorij Kriss                       |
| Montréal 1976 Detaljer...       | Sverige Carl von Essen Hans Jacobson Rolf Edling Leif Högström Göran Flodström                                                                                  | Västtyskland Alexander Pusch Hans-Jürgen Hehn Reinhold Behr Volker Fischer Hanns Jana                                                                | Schweiz François Suchanecki Michel Poffet Daniel Giger Christian Kauter Jean-Blaise Evéquoz                             |
| Moskva 1980 Detaljer...         | Frankrike Philippe Riboud Patrick Picot Hubert Gardas Philippe Boisse Michel Salesse                                                                            | Polen Piotr Jabłkowski Andrzej Lis Leszek Swornowski Ludomir Chronowski Mariusz Strzałka                                                             | Sovjetunionen Asjot Karagian Boris Lukomskij Aleksandr Abusjachmetov Aleksandr Mozjajev Vladimir Smirnov                |
| Los Angeles 1984 Detaljer...    | Västtyskland Elmar Borrmann Volker Fischer Gerhard Heer Rafael Nickel Alexander Pusch                                                                           | Frankrike Philippe Boisse Jean-Michel Henry Olivier Lenglet Philippe Riboud Michel Salesse                                                           | Italien Stefano Bellone Sandro Cuomo Cosimo Ferro Roberto Manzi Angelo Mazzoni                                          |
| Seoul 1988 Detaljer...          | Frankrike Frédéric Delpla Jean-Michel Henry Olivier Lenglet Philippe Riboud Éric Srecki                                                                         | Västtyskland Elmar Borrmann Volker Fischer Thomas Gerull Alexander Pusch Arnd Schmitt                                                                | Sovjetunionen Andrej Sjuvalov Pavel Kolobkov Vladimir Reznitstjenko Michail Tisjko Igor Tichomirov                      |
| Barcelona 1992 Detaljer...      | Tyskland Elmar Borrmann Robert Felisiak Arnd Schmitt Uwe Proske Wladimir Reznitschenko                                                                          | Ungern Iván Kovács Krisztián Kulcsár Ferenc Hegedűs Ernő Kolczonay Gábor Totola                                                                      | OSS Pavel Kolobkov Andrej Sjuvalov Sergei Kravtjuk Sergei Kostarev Valerij Zacharevitj                                  |
| Atlanta 1996 Detaljer...        | Italien Sandro Cuomo Angelo Mazzoni Maurizio Randazzo | Ryssland Aleksandr Beketov Pavel Kolobkov Valerij Zacharevitj                                                                                        | Frankrike Jean-Michel Henry Robert Leroux Éric Srecki                                                                   |
| Sydney 2000 Detaljer...         | Italien Angelo Mazzoni Paolo Milanoli Maurizio Randazzo Alfredo Rota                                                                                            | Frankrike Jean-François di Martino Hugues Obry Éric Srecki                                                                                           | Kuba Nelson Loyola Carlos Pedroso Ivan Trevejo                                                                          |
| Aten 2004 Detaljer...           | Frankrike Fabrice Jeannet Jérôme Jeannet Hugues Obry Érik Boisse                                                                                                | Ungern Gábor Boczkó Krisztián Kulcsár Iván Kovács Géza Imre                                                                                          | Tyskland Sven Schmid Jörg Fiedler Daniel Strigel                                                                        |
| Peking 2008 Detaljer...         | Frankrike Jérôme Jeannet Fabrice Jeannet Ulrich Robeiri | Polen Robert Andrzejuk Tomasz Motyka Adam Wiercioch Radosław Zawrotniak                                                                              | Italien Stefano Carozzo Diego Confalonieri Alfredo Rota Matteo Tagliariol                                               |
| London 2012                     | Ingick inte i det olympiska programmet | Ingick inte i det olympiska programmet | Ingick inte i det olympiska programmet                                                                                  |
| Rio de Janeiro 2016 Detaljer... | Frankrike Gauthier Grumier Yannick Borel Daniel Jérent Jean-Michel Lucenay                                                                                      | Italien Enrico Garozzo Marco Fichera Paolo Pizzo Andrea Santarelli                                                                                   | Ungern Gábor Boczkó Géza Imre András Rédli Péter Somfai                                                                 |
| Tokyo 2020 Detaljer...          | Japan Koki Kano Kazuyasu Minobe Masaru Yamada Satoru Uyama | ROC Sergej Bida Sergej Chodos Pavel Suchov Nikita Glazkov                                                                                            | Sydkorea Park Sang-young Ma Se-geon Song Jae-ho Kweon Young-jun                                                         |

### Individuell sabel

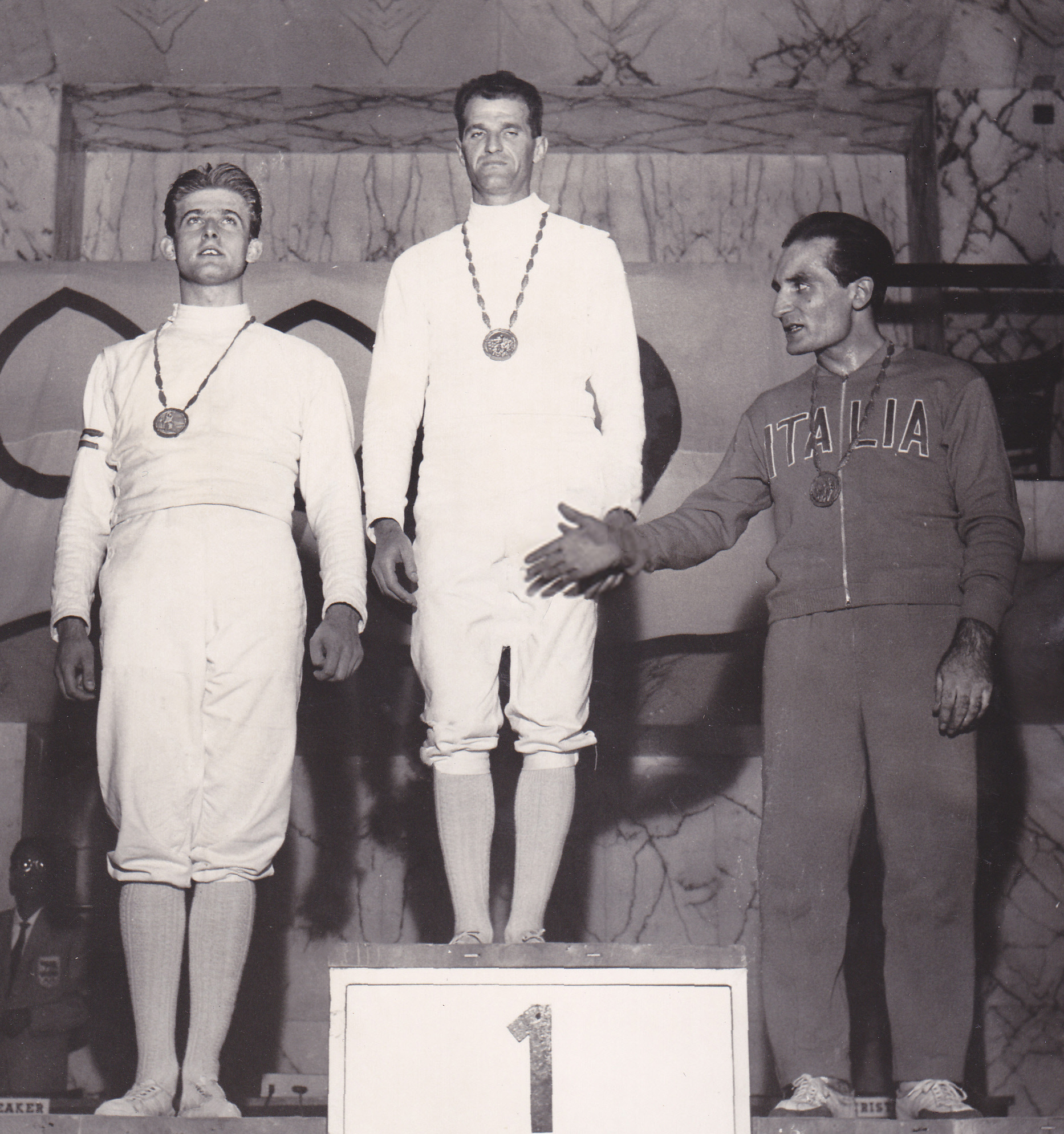
Medaljörerna i sabel vid sommarspelen i Rom 1960.

| Spel                            | Guld                        | Silver                     | Brons                            |
| Aten 1896 Detaljer...           | Ioannis Georgiadis (GRE)    | Tilemachos Karakalos (GRE) | Holger Nielsen (DEN)             |
| Paris 1900 Detaljer...          | Georges de la Falaise (FRA) | Léon Thiébaut (FRA)        | Siegfried Flesch (AUT)           |
| St. Louis 1904 Detaljer...      | Manuel Díaz (CUB)           | William Grebe (USA)        | Albertson Van Zo Post (CUB)      |
| 1908 London Detaljer...         | Jenő Fuchs (HUN)            | Béla Zulawsky (HUN)        | Vilém Goppold von Lobsdorf (BOH) |
| Stockholm 1912 Detaljer...      | Jenő Fuchs (HUN)            | Béla Békessy (HUN)         | Ervin Mészáros (HUN)             |
| Antwerpen 1920 Detaljer...      | Nedo Nadi (ITA)             | Aldo Nadi (ITA)            | Adrianus de Jong (NED)           |
| Paris 1924 Detaljer...          | Sándor Pósta (HUN)          | Roger Ducret (FRA)         | János Garay (HUN)                |
| Amsterdam 1928 Detaljer...      | Ödön Tersztyánszky (HUN)    | Attila Petschauer (HUN)    | Bino Bini (ITA)                  |
| Los Angeles 1932 Detaljer...    | György Piller (HUN)         | Giulio Gaudini (ITA)       | Endre Kabos (HUN)                |
| Berlin 1936 Detaljer...         | Endre Kabos (HUN)           | Gustavo Marzi (ITA)        | Aladár Gerevich (HUN)            |
| London 1948 Detaljer...         | Aladár Gerevich (HUN)       | Vincenzo Pinton (ITA)      | Pál Kovács (HUN)                 |
| Helsingfors 1952 Detaljer...    | Pál Kovács (HUN)            | Aladár Gerevich (HUN)      | Tibor Berczelly (HUN)            |
| Melbourne 1956 Detaljer...      | Rudolf Kárpáti (HUN)        | Jerzy Pawłowski (POL)      | Lev Kuznetsov (URS)              |
| Rom 1960 Detaljer...            | Rudolf Kárpáti (HUN)        | Zoltán Horváth (HUN)       | Wladimiro Calarese (ITA)         |
| Tokyo 1964 Detaljer...          | Tibor Pézsa (HUN)           | Claude Arabo (FRA)         | Umar Mavlichanov (URS)           |
| Mexico City 1968 Detaljer...    | Jerzy Pawłowski (POL)       | Mark Rakita (URS)          | Tibor Pézsa (HUN)                |
| München 1972 Detaljer...        | Viktor Sidjak (URS)         | Péter Marót (HUN)          | Vladimir Nazlymov (URS)          |
| Montréal 1976 Detaljer...       | Viktor Krovopuskov (URS)    | Vladimir Nazlymov (URS)    | Viktor Sidjak (URS)              |
| Moskva 1980 Detaljer...         | Viktor Krovopuskov (URS)    | Michail Burtsev (URS)      | Imre Gedővári (HUN)              |
| Los Angeles 1984 Detaljer...    | Jean-François Lamour (FRA)  | Marco Marin (ITA)          | Peter Westbrook (USA)            |
| Seoul 1988 Detaljer...          | Jean-François Lamour (FRA)  | Janusz Olech (POL)         | Giovanni Scalzo (ITA)            |
| Barcelona 1992 Detaljer...      | Bence Szabó (HUN)           | Marco Marin (ITA)          | Jean-François Lamour (FRA)       |
| Atlanta 1996 Detaljer...        | Stanislav Pozdnjakov (RUS)  | Sergej Sjarikov (RUS)      | Damien Touya (FRA)               |
| Sydney 2000 Detaljer...         | Mihai Covaliu (ROU)         | Mathieu Gourdain (FRA)     | Wiradech Kothny (GER)            |
| Aten 2004 Detaljer...           | Aldo Montano (ITA)          | Zsolt Nemcsik (HUN)        | Vladislav Tretjak (UKR)          |
| Peking 2008 Detaljer...         | Zhong Man (CHN)             | Nicolas Lopez (FRA)        | Mihai Covaliu (ROU)              |
| London 2012 Detaljer...         | Áron Szilágyi (HUN)         | Diego Occhiuzzi (ITA)      | Nikolaj Kovaljov (RUS)           |
| Rio de Janeiro 2016 Detaljer... | Áron Szilágyi (HUN)         | Daryl Homer (USA)          | Kim Jung-hwan (KOR)              |
| Tokyo 2020 Detaljer...          | Áron Szilágyi (HUN)         | Luigi Samele (ITA)         | Kim Jung-hwan (KOR)              |

## Borttagna discipliner

### Florett för fäktmästare

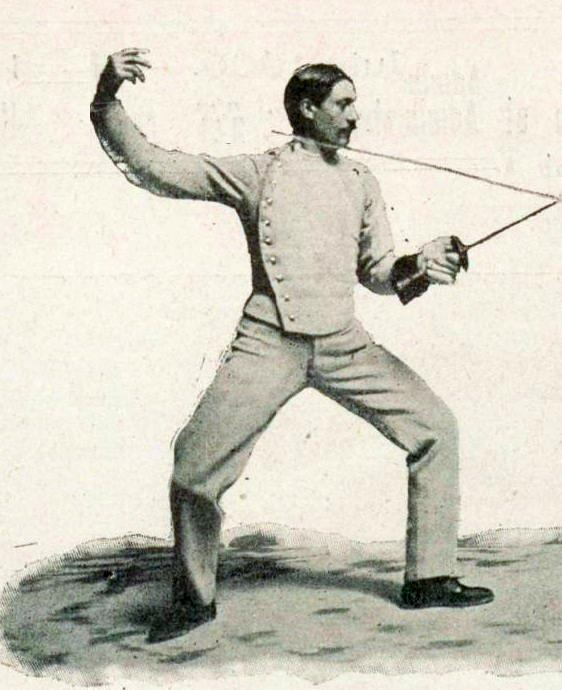
Lucien Mérignac vann guld i florett för fäktmästare 1900 i Paris.

| Spel                   | Guld                  | Silver                     | Brons                        |
| Aten 1896 Detaljer...  | Leonidas Pyrgos (GRE) | Joanni Perronet (FRA)      | Ingen utsedd                 |
| Paris 1900 Detaljer... | Lucien Mérignac (FRA) | Alphonse Kirchhoffer (FRA) | Jean-Baptiste Mimiague (FRA) |

### Värja för fäktmästare
| Spel                   | Guld                     | Silver              | Brons               |
| Paris 1900 Detaljer... | Albert Robert Ayat (FRA) | Émile Bougnol (FRA) | Henri Laurent (FRA) |

### Sabel för fäktmästare
| Spel                   | Guld                | Silver               | Brons               |
| Paris 1900 Detaljer... | Antonio Conte (ITA) | Italo Santelli (ITA) | Milan Neralić (AUT) |

### Värja för fäktmästare och amatörer
| Spel                   | Guld                     | Silver            | Brons          |
| Paris 1900 Detaljer... | Albert Robert Ayat (FRA) | Ramón Fonst (CUB) | Léon Sée (FRA) |

### Singlestick
| Spel                       | Guld                        | Silver                 | Brons               |
| St. Louis 1904 Detaljer... | Albertson Van Zo Post (CUB) | William O'Connor (USA) | William Grebe (USA) |